# Ida de Saxe
Pour les articles homonymes, voir Ida.
Ida de Saxe, morte le 31 juillet 1102, fut probablement la fille de Bernard II Billung, duc de Saxe. 
Elle épousa en premières noces vers 1055 Frédéric de Basse-Lotharingie (1003 † 1065). Elle n'eut pas d'enfants de lui.
Veuve, elle se remarie en 1065 avec Albert III († 1101..1105), comte de Namur. Ils eurent :
- Godefroi Ier (1068 † 1139), comte de Namur ;
- Henri (1070 † 1138), comte de La Roche marié à Mathilde (†1095), fille d'Henri Ier, comte de Limbourg ;
- Frédéric († 1121), évêque de Liège de 1119 à 1121 ;
- Albert († 1122), comte de Jaffa par son mariage avec Mabelia de Roucy, la veuve d'Hugo Ier de Jaffa ;
- Alix (1068 † ap.1124), mariée en 1083 à Otton II (1065 † av.1131), comte de Chiny.